# Orraon
Orraon (griech. Όρραον) war eine antike Stadt in Epirus. Ihre Ruinen liegen 4 Kilometer nördlich von Arta beim Dorf Ammotopos.
Orraon wurde zwischen 385 und 370 v. Chr. vom molossischen König Alketas I. als befestigte Stadt gegründet. Die Kleinstadt wurde 167 v. Chr. von den Römern eingenommen und zerstört, später aber wieder aufgebaut. Orraon verfiel, als Kaiser Augustus seine Bewohner in die 31 v. Chr. neu gegründete Kolonie Nicopolis umsiedeln ließ.